# Otabek Shukurov
Otabek Gʻayrat oʻgʻli Shukurov (ur. 22 czerwca 1996) – uzbecki piłkarz występujący na pozycji pomocnika w drużynie Nadi asz-Szarika z Zjednoczonych Emmiratów Arabskich.

## Kariera piłkarska
Seniorską karierę rozpoczął w Mashʼalu Muborak. Grał tam przez sezon, notując 4 występy. W pierwszej połowie 2015 roku był zawodnikiem Bunyodkoru Taszkent. Jednak w połowie roku mając na koncie tylko 2 występy zdecydował się opuścić Taszkent na rzecz FK Buxoro. Dograł tam sezon do końca, zajmując z nimi 14. miejsce w lidze. Na sezon 2016 powrócił do Bunyodkoru. Spędził tam 2 sezony, tym razem już jako ich podstawowy zawodnik. W sezonie 2016 zajął z nimi 2. miejsce, a w 2017 4. miejsce w lidze. Od stycznia 2018 jest zawodnikiem Nadi asz-Szarika.

## Kariera reprezentacyjna
Shukurov w reprezentacji Uzbekistanu zadebiutował 14 lutego 2016 roku wygranym 2:o meczu towarzyskim z reprezentacją Libanu. Natomiast pierwszego gola w kadrze strzelił 11 października 2016 roku w meczu eliminacyjnym do MŚ 2018 przeciwko reprezentacji Chin. Uzbecy wygrali 2:0.
Stan na 7 lipca 2018
| Reprezentacja | Rok     | Mecze | Bramki |
| ------------- | ------- | ----- | ------ |
| Uzbekistan    | 2016    | 10    | 1      |
| Uzbekistan    | 2017    | 5     | 0      |
| Uzbekistan    | 2018    | 2     | 1      |
| Ogólnie       | Ogólnie | 17    | 2      |

## Sukcesy

### Bunyodkor Taszkent
- Wicemistrzostwo Uzbekistanu: 2016